# Esiliiga 2014
Die Esiliiga 2014 war die 24. Spielzeit der zweithöchsten estnischen Fußball-Spielklasse der Herren. Sie begann am 2. März und endete am 9. November 2014.

## Modus
Die Liga umfasste wie in der Vorsaison zehn Teams. Dabei traten die Mannschaften an 36 Spieltagen jeweils vier Mal gegeneinander an. Der Tabellenerste FC Flora Tallinn II sowie der FC Levadia Tallinn II waren als zweite Mannschaften nicht aufstiegsberechtigt. Somit stieg Pärnu Linnameeskond als Drittplatzierter direkt in die Meistriliiga auf, der Fünftplatzierte JK Tulevik Viljandi spielte in der Relegation gegen den Neunten der Meistriliiga Jõhvi FC Lokomotiv um den Aufstieg. Der Letzte und Vorletzte stiegen in die drittklassige Esiliiga B ab, der Achte musste in die Relegation gegen den Abstieg.

## Vereine
FC Kuressaare war aus der Meistriliiga abgestiegen. Aus der Esiliiga B kamen Pärnu Linnameeskond und FC Nõmme Kalju II hinzu. Die beiden sportlichen Absteiger Puuma Tallinn und Irbis Kiviõli durften in der Esiliiga bleiben, da der Tartu SK 10 und Irbis Kiviõli zurückzogen.
| Verein                | Stadt      | Stadion                  | Kapazität |
| --------------------- | ---------- | ------------------------ | --------- |
| FC Flora Tallinn II   | Tallinn    | A. Le Coq Arena          | 10.5000   |
| FC Irbis Kiviõli      | Kiviõli    | Kiviõli staadion         | 00180     |
| FC Levadia Tallinn II | Tallinn    | Maarjamäe staadion       | 1.000     |
| Pärnu Linnameeskond   | Pärnu      | Pärnu Rannastaadion      | 1.501     |
| FC Puuma Tallinn      | Tallinn    | Lasnamäe SPK staadion    | 00666     |
| FC Kuressaare         | Kuressaare | Kuressaare linnastaadion | 02.000    |
| FC Nõmme Kalju II     | Nõmme      | Hiiu staadion            | 00500     |
| JK Tarvas Rakvere     | Rakvere    | Rakvere Linnastaadion    | 2.300     |
| JK Tulevik Viljandi   | Viljandi   | Viljandi linnastaadion   | 2.000     |
| JK Vaprus Vändra      | Vändra     | Vändra staadion          | 00307     |

## Abschlusstabelle
| Pl. | Verein                  | Sp. | S  | U  | N  | Tore    | Diff. | Punkte |
| --- | ----------------------- | --- | -- | -- | -- | ------- | ----- | ------ |
| 1.  | FC Flora Tallinn II     | 36  | 24 | 6  | 6  | 104:400 | +64   | 78     |
| 2.  | FC Levadia Tallinn II   | 36  | 20 | 8  | 8  | 102:520 | +50   | 68     |
| 3.  | Pärnu Linnameeskond (N) | 36  | 19 | 3  | 14 | 109:780 | +31   | 60     |
| 4.  | FC Nõmme Kalju II (N)   | 36  | 17 | 6  | 13 | 069:620 | +7    | 57     |
| 5.  | JK Tulevik Viljandi     | 36  | 14 | 9  | 13 | 053:510 | +2    | 51     |
| 6.  | FC Kuressaare (A)       | 36  | 14 | 5  | 17 | 069:810 | −12   | 47     |
| 7.  | FC Irbis Kiviõli        | 36  | 12 | 11 | 13 | 072:820 | −10   | 47     |
| 8.  | JK Tarvas Rakvere       | 36  | 12 | 10 | 14 | 061:650 | −4    | 46     |
| 9.  | JK Vaprus Vändra 1      | 36  | 11 | 5  | 20 | 060:720 | −12   | 38     |
| 10. | FC Puuma Tallinn 2      | 36  | 2  | 7  | 27 | 032:148 | −116  | 10     |

Platzierungskriterien: 1. Punkte – 2. zugesprochene Siege – 3. Siege – 4. Direkter Vergleich (Punkte, Tordifferenz, geschossene Tore) – 5. Tordifferenz – 6. geschossene Tore – 7. Fair-Play
| (A) | Absteiger aus der Meistriliiga 2013 |
| (N) | Neuaufsteiger aus der Esiliiga B    |

## Relegation
Aufstieg
Die Spiele fanden am 16. und 22. November 2014 statt. Tulevik Viljandi stieg aufgrund der Auswärtstorregel in die Meistriliiga auf.
|                    | Gesamt    |                     | Hinspiel | Rückspiel |
| ------------------ | --------- | ------------------- | -------- | --------- |
| Jõhvi FC Lokomotiv | (a)1:1(a) | JK Tulevik Viljandi | 1:1      | 0:0       |

Abstieg
JK Tarvas Rakvere blieb in der Esiliiga, nachdem HÜJK Emmaste freiwillig zurückzog.

## Torschützenliste
| Pl. | Name                 | Mannschaft            | Tore |
| --- | -------------------- | --------------------- | ---- |
| 01. | Kristen Saarts       | FC Levadia Tallinn II | 31   |
| 02. | Henri Hanson         | Pärnu Linnameeskond   | 25   |
| 03. | Martin Kase          | FC Flora Tallinn II   | 24   |
| 04. | Sergei Akimov        | JK Tarvas Rakvere     | 21   |
| 05. | Anton Issakov        | Pärnu Linnameeskond   | 17   |
| 06. | Aleksei Mamontov     | FC Irbis Kiviõli      | 16   |
| 07. | Mark Oliver Roosnupp | FC Levadia Tallinn II | 15   |